# 中国民主建国会四川省委员会
中国民主建国会四川省委员会，简称民建四川省委、四川民建，是中国民主建国会在四川省的地方组织。